# Gulfstream G200
De Gulfstream G200 is een tweemotorige turbofan zakenjet voor 8-10 passagiers. De jet, welke is voortgekomen uit de IAI Galaxy, is ontworpen en wordt geproduceerd door Israel Aerospace Industries (IAI) voor Gulfstream Aerospace. De eerste vlucht vond plaats op 25 december 1997. Tussen 1997 en 2011 zijn er 250 stuks van gebouwd. De G200 werd opgevolgd door de Gulfstream G280, die leverbaar was vanaf 2012.

## Specificaties

### Inzittenden

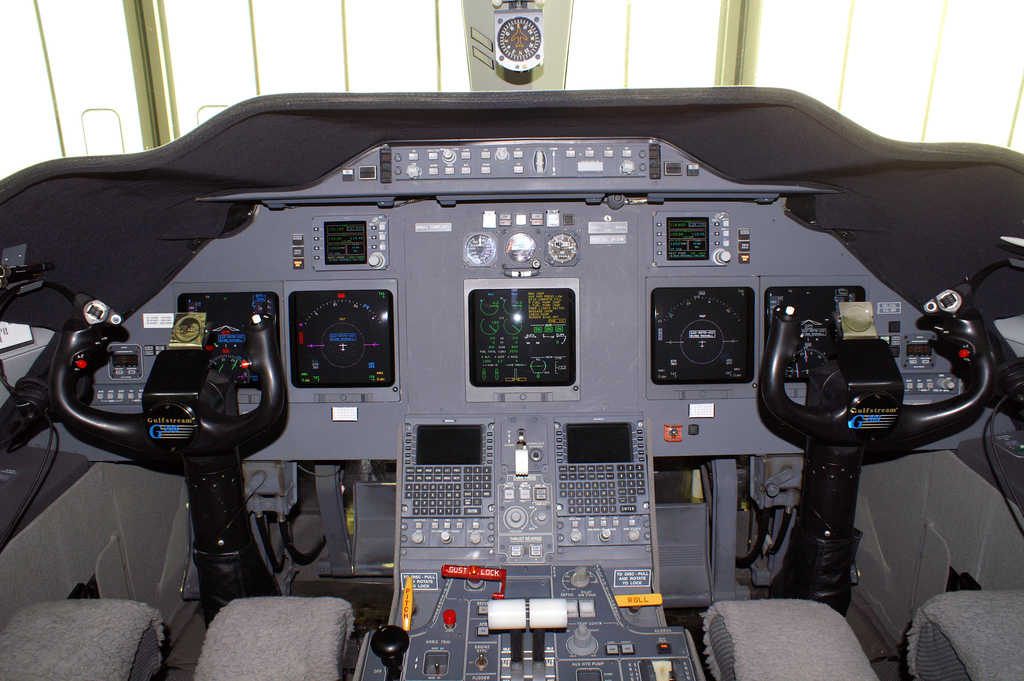
Cockpit van een Gulfstream G200

- Bemanning: 2
- Capaciteit: 10 passagiers

### Afmetingen
- Exterieur
  - Lengte: 18,97 m
  - Spanwijdte: 17,70 m
  - Hoogte: 6,53 m
  - Vleugeloppervlak: 34,3 m²
- Cabine
  - Lengte: 7,44  m
  - Breedte: 2,18 m
  - Hoogte:  1,91 m

### Gewicht
- Leeggewicht: 8.709 kg
- Maximum startgewicht: 16.080 kg

### Motoren
- Motoren: 2 x Pratt & Whitney Canada PW306A
- Aantal motoren: 2

### Snelheid
- Kruissnelheid: 850 km/h
- Maximumsnelheid: 900 km/h

### Reikwijdte
- Maximale reikwijdte: 6.300 km

### Opvolger
- Gulfstream G280